# Kępa (województwo opolskie)
Kępa (dodatkowa nazwa w j. niem. Kempa) – wieś w Polsce położona w województwie opolskim, w powiecie opolskim, w gminie Łubniany. Pierwsze wzmianki historyczne pochodzą z 1254.
W latach 1975–1998 miejscowość administracyjnie należała do ówczesnego województwa opolskiego. Z Kępy pochodzi biskup diecezji Kundiawa (Papua-Nowa Gwinea) - Wilhelm Kurtz.

## Nazwa
Nazwa miejscowości wywodzi się od staropolskiej nazwy - "kempa" oznaczającej "kępę" czyli niewielką wyspę na jeziorze lub rzece. Heinrich Adamy w swoim dziele o nazwach miejscowych na Śląsku wydanym w 1888 roku we Wrocławiu jako najstarszą nazwę miejscowości wymienia Kempa podając jej znaczenie "Insel" czyli "Wyspa".

## Komunikacja
Z Opola dojazd autobusami miejskimi linii nr 21.